# Planet Unicorn
Planet Unicorn est une série américaine d'animation humoristique créée par Mike Rose et Tyler Spiers pour le concours de webséries de la chaîne Channel 101. Les histoires fictives tournent autour de trois Licornes dotées de parole — Feathers, Cadillac et Tom Cruise — qui ont été créées par un garçon gay de 8 ans, du nom de Shannon.

## Personnages
| Personnages Principaux | Joué par     |
| ---------------------- | ------------ |
| Shannon                | Mike Rose    |
| Plumes                 | Drew Droege  |
| Cadillac               | Mike Rose    |
| Tom Cruise             | Tyler Spiers |

| Personnages secondaires | Joué par      |
| ----------------------- | ------------- |
| Pleurnichard Troll      | Tyler Spiers  |
| La Roche                | Tyler Spiers  |
| Debbie                  | Tyler Spiers  |
| L'Océan                 | Tyler Spiers  |
| La Grenouille           | Drew Droege   |
| La Fleur                | Bennie Arthur |

## Liste des épisodes
- Épisode 1 : Les licornes rencontrent Shannon pour la première fois et contrecarrent une menace sur leur environnement. Nous apprenons la capacité spéciale de Tom Cruise.
- Épisode 2 : Les licornes découvrent l'importance de l'expression d'émotions.
- Épisode 3 : Un voyage sous la mer s'avère dangereux. La capacité spéciale de Cadillac est révélée.
- Épisode 4 : La vanité menace de ruiner l'amitié entre les licornes.
- Épisode 5 : Le nouvel ami de Shannon s'interpose entre lui et les licornes. Feathers dévoile sa capacité spéciale.
- Épisode 6 : Les licornes apprennent au sujet de Noël et remplacent les rennes du père noël, tandis que les rennes explorent la Planète des licornes.

## Anecdote
La série est une production pour Channel 101. Six épisodes ont été diffusés, avant d'être annulés par l'auditoire. Elle a également été distribuée par le biais de Myspace.
La série a été présentée sur National Public Radio dans le Out Magazine (août 2007), Time Out New York (août 2007), et a été nommée parmi les 20 vidéos les plus drôles du web en 2007 par le New York Magazine. Les créateurs ont également été interrogés sur Red Eye w/ Greg Gutfeld. La série a reçu le prix "OMFG Internet", décerné par Logo TV.